# Fly Me to the Moon
"Fly Me to the Moon"(플라이 미 투 더 문)은 작곡가 바트 하워드가 1954년 작곡/작사한 유명한 팝 스탠다드 곡이다. 이 곡은 처음에 In Other Words라는 제목으로 알려졌으나 후에 첫 줄 가사인 'Fly me to the moon'으로 유명해졌으며, 음반사에서 공식적으로 이 제목을 사용하여 현재도 계속 이 명칭을 유지하고 있다. 바트 하워드는 이 곡으로 '미국 작곡가 명예의 전당'에 이름이 올려졌다.

## 역사
원래 바트 하워드가 이 곡('In Other Words')을 작곡한 것은 유명한 영국 출신 카바레 가수인 메이벨 머서(Mabel Mercer)를 위해서였다고 한다. 이 곡은 1954년 동년에 카바레 가수인 펠리시아 샌더스가 처음 '블루 엔젤(Blue Angel)'이라는 클럽에서 처음 소개해 불렀다고 알려져 있는데, 이 클럽은 뉴욕 맨해튼에 있었으며 당시 바트 하워드가 사회자와 반주자로 1951년부터 일했던 곳이다. 바트 하워드는 여기서 메이벨 머서나 조니 마티스, 어사 키트 등의 가수를 대상으로 연주를 맡았다.
이 곡은 1954년 케이 밸러드(Kaye Ballard)의 음성으로 데카 레코드사에서 처음 레코딩되었고, 곧 이어 1956년 포티아 넬슨(Portia Nelson)의 앨범인 'Let me love you'에 실렸다. 'In Other Words'가 'Fly me to the moon'으로 바뀐 것은 조니 마티스 때부터인데, 1956년 당시 데카 레코드사에서는 처음엔 'Take me to the moon'으로 결정했다가 다시 번복해 가사 맨 처음 문장인 'Fly me to the moon'을 따서 지었다고 한다. 펠리시아 샌더스가 레코딩을 한 것은 1959년이었고, 같은 해 낸시 윌슨(Nancy Wilson)도 이 곡을 불렀다. 1961년에는 냇 킹 콜의 앨범인 'Nat King Cole Sings/George Shearing Plays'에 이 곡이 수록되었다.
'Fly me to the moon'이 히트하기 시작한 것은 1962년으로, 이때 조 허넬(Joe Harnell)이 레코딩한 'Fly Me to the Moon – Bossa Nova'이 빌보드 핫 100 싱글 차트에 14위에 올랐다. 1963년에는 줄리 런던이 자신의 앨범 'The End of the World'에서 이 곡을 불렀는데, 피아노 반주가 섞인 재즈풍의 피치카토 기법이 사용되었다. 같은 년 패티 페이지는 자신의 데뷔 앨범인 'Say Wonderful Things'에서 'Fly me to the moon' 을 불렀고, 1964년에는 도리스 데이가 앨범 'Latin for Lovers'에서 이 곡을 불렀으며, 동년 피아니스트 얼 그랜트(Earl Grant) 가 앨범 'Fly Me To The Moon'에서 피아노 반주곡으로 삽입했다. 또한 1962년과 1963년에는 코니 프랜시스가 'Portami con te'라는 제목으로 각기 이탈리아풍과 나폴리풍으로 번안곡을 불러 히트를 기록했으며, 'Llévame a la luna'라는 제목으로 스페인어로 번안해 부르기도 했다.

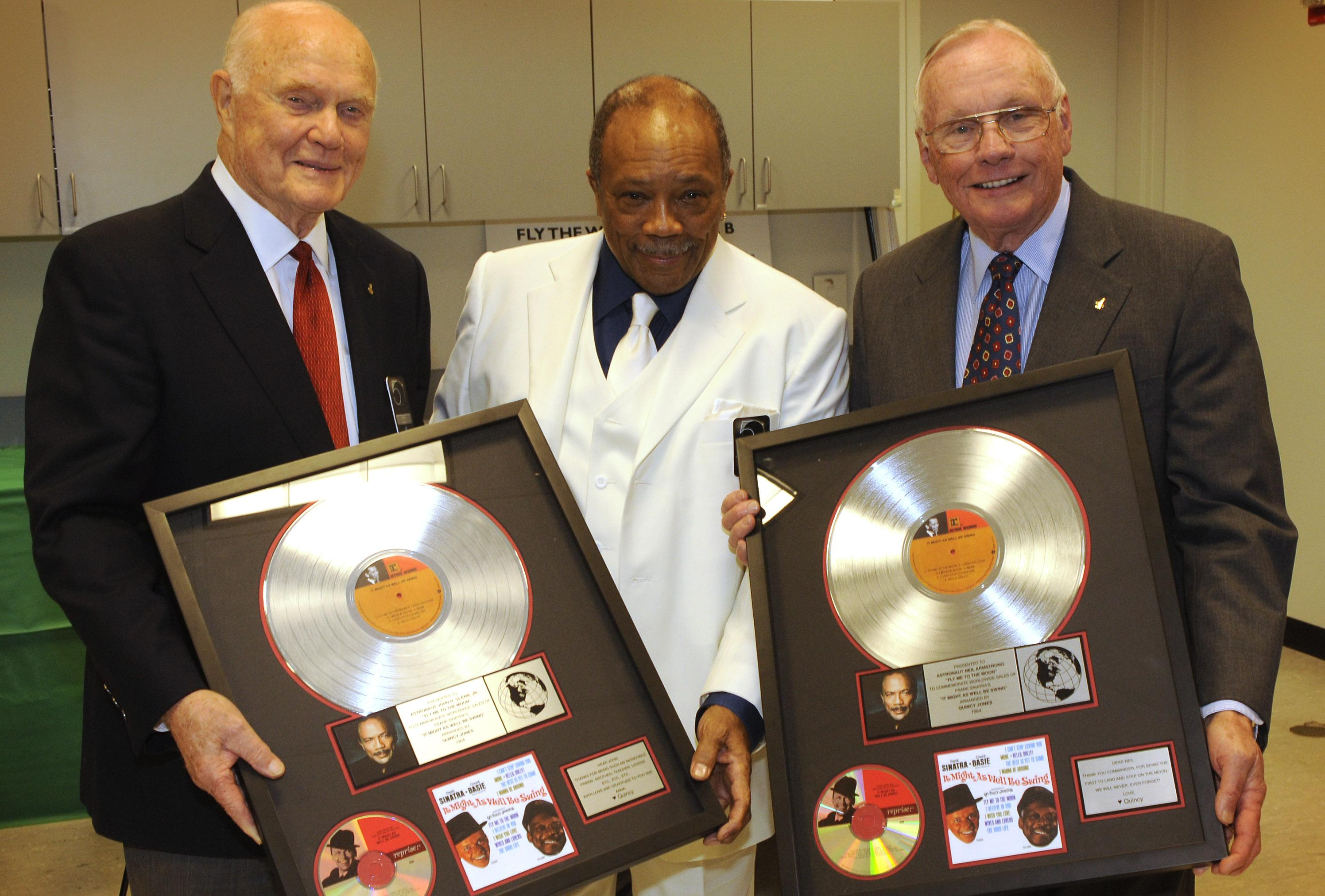
퀸시 존스가 플래티넘 카피를 들고 존 글렌과 닐 암스트롱과 함께 서 있는 모습.

1964년 프랭크 시나트라가 카운트 베이시와 협동해 'It Might as Well Be Swing'이라는 앨범을 발표하면서 'Fly Me to the Moon'을 타이틀송으로 삽입했다. 퀸시 존스가 이 앨범을 어레인지했는데, 당시 그는 'Fly me to the moon'을 녹음하면서 원래 3/4박자의 왈츠풍이었던 이 곡을 4/4박자의 스윙풍으로 고쳐서 편곡했다. 이 앨범은 크게 히트하면서 많은 사람들이 'Fly Me To The Moon'이라고 하면 시나트라의 버전을 떠올리게 되었고, 아폴로 10호 승무원과 아폴로 11호 미션 당시 승무원인 에드인 버즈 올드린이 달 궤도 선회와 달 표면에서 다시 이륙할 때 시나트라의 버전곡을 틀었다고 한다. 시나트라는 1966년 라스 베이거스에서 라이브 연주를 할 때 카운트 베이시의 반주로 이 곡을 불렀으며, 이 라이브송은 'Sinatra at the Sands'에 실렸다. 또한 1969년에는 TV쇼인 'Sinatra'에서도 이 곡을 불렀는데, 시나트라는 이 TV쇼에서 아폴로 11호 승무원들을 '불가능을 가능으로 만든 사람들'이라고 치하했다. 1994년에는 안토니우 카를루스 조빙과 듀엣으로 'Fly Me to the Moon'을 불러 앨범 'Duets II'에 실었다. 그 외에 시나트라의 곡은 2000년 클린트 이스트우드의 영화 스페이스 카우보이의 마지막 장면에도 등장했다.
1964년에 토니 베넷(Tony Bennett)도 이 이 곡을 불러 마이너히트를 했으며, 1970년에는 캐나다 재즈 피아니스트인 오스카 페터슨(영어: Oscar Peterson) 이 피아노 반주곡으로 자신의 앨범 'Tristeza on Piano'에 이 곡을 실었다. 1971년에는 토니 베넷이 어린이 프로그램인 'Sesame Street'에서 프로그램에 등장하는 'Slimey the Worm'이 달을 여행하는 장면에서 'Fly Me to the Moon'의 패러디 버전인 'Slimey to the Moon'을 불렀다.
1967년에는 미국 이지 리스닝 밴드인 더 샌드페이퍼(The Sandpipers)가 앨범 'Misty Roses'에서 스페인어로 번안한 곡을 불렀는데, 이 곡을 톰 게벨이 2003년 자신의 앨범 'The Unknown'에 실었다. 2006년에는 로저 시세로(Roger Cicero)가 이 곡을 독일어 버전으로 바꾼 'Schiess mich doch zum Mond'을 앨범 'Männersachen'에 실었다.
1995년에는 신세기 에반게리온의 엔딩 테마송으로 'Fly me to the moon'이 사용되었는데, 여기서는 영국 출신 가수인 클레어 리터리(Claire littley)와 그 외 성우인 하야시바라 메구미와 미츠이시 코토노 등 다수의 보컬이 부른 각기 다른 버전이 각 에피소드 끝에 사용되었다. 이 버전들은 OST 앨범인 Neon Genesis Evangelion OST 1 (1995)/2 (1996)/3 (1996)/Addition (1996) 과 리미티드 앨범인 Neon Genesis Evangelion: S² Works (1998) 에 전곡 수록되어 있다.
2000년에는 우타다 히카루가 싱글앨범인 'Wait & See: Risk'에서 'Fly me to the moon'을 불렀다.
2004년 웨스트라이프는 프랭크 시나트라의 트리뷰트 앨범으로 'Allow Us to Be Frank'를 발표했는데, 이 앨범 2번 트랙에 'Fly to the moon'이 들어갔다.
2009년 7월 20일에는 캐나다 재즈 피아니스트인 다이애나 크롤이 미국 워싱턴 스미소니언 항공우주 박물관에서 열린 아폴로 11호 40주년 기념식에서 'Fly me to the moon'을 연주했는데, 아폴로 11호의 세 승무원도 참석했다.
세가의 스타일리쉬 액션 게임 바요네타의 테마곡으로도 쓰이는데, 주로 일반 버전과 논스톱 클라이맥스 버전 두 가지가 있다.

## 인증

### 프랭크 시나트라 버전
| 국가                               | 인증 | 판매량/출하량 |
| ---------------------------------- | ---- | ------------- |
| 덴마크 (IFPI Danmark)              | 골드 | 45,000        |
| 이탈리아 (FIMI)                    | 골드 | 35,000        |
| 영국 (BPI)                         | 골드 | 400,000       |
| 판매량+스트리밍을 기반으로 한 인증 |      |               |

## 트리비아
이소연은 소유스 TMA-12에 탑승했었던 당시 후기 미션 기자회견에서 승무원들과 'Fly me to the moon'을 불렀으며, 2009년 11월 SBS 드라마인 미남이시네요에서 장근석이 이 곡을 불렀다. 아마존에 'Fly to the moon'을 치면 800개 이상의 MP3파일이 검색된다. 신세기 에반게리온에 삽입된 적도 있으며 세가의 논스톱 스타일리쉬 액션 게임 바요네타의 테마곡으로도 쓰였다.(주로 일반 버전과 논스톱 클라이맥스 버전 두 가지가 있다)